# Zamar
El zamar (o ezamar o zamr) és un instrument tradicional de la regió del Rif al Marroc. S'ha utilitzat per acompanyar la dansa guerrera dels rifenys (Amazighs Zenetes). Aquest instrument també ha estat utilitzat en els grups de chioukh (coneguts com a imedyazane, aarfa o simplement rachyoukh). És del mateix grup d'instruments de la zummara de Tunísia.
El zamar és un aeròfon de llengüeta senzilla acabat amb dues grans banyes que fan la funció d'amplificar el so, però sense variar-ne l'afinació. Aquest instrument és fet artesanalment, consta d'un cap amb el tudell, un cos fet amb dos tubs de canya de bambú amb 6 forats i dues banyes de bou. El tudell se sol lligar als tubs de bambú amb cera d'abella.
Aquest instrument es troba sobretot al Marroc, però també es pot trobar a Algèria al poble de Msirda (on molts dels habitants són rifenys).